# La Comercial

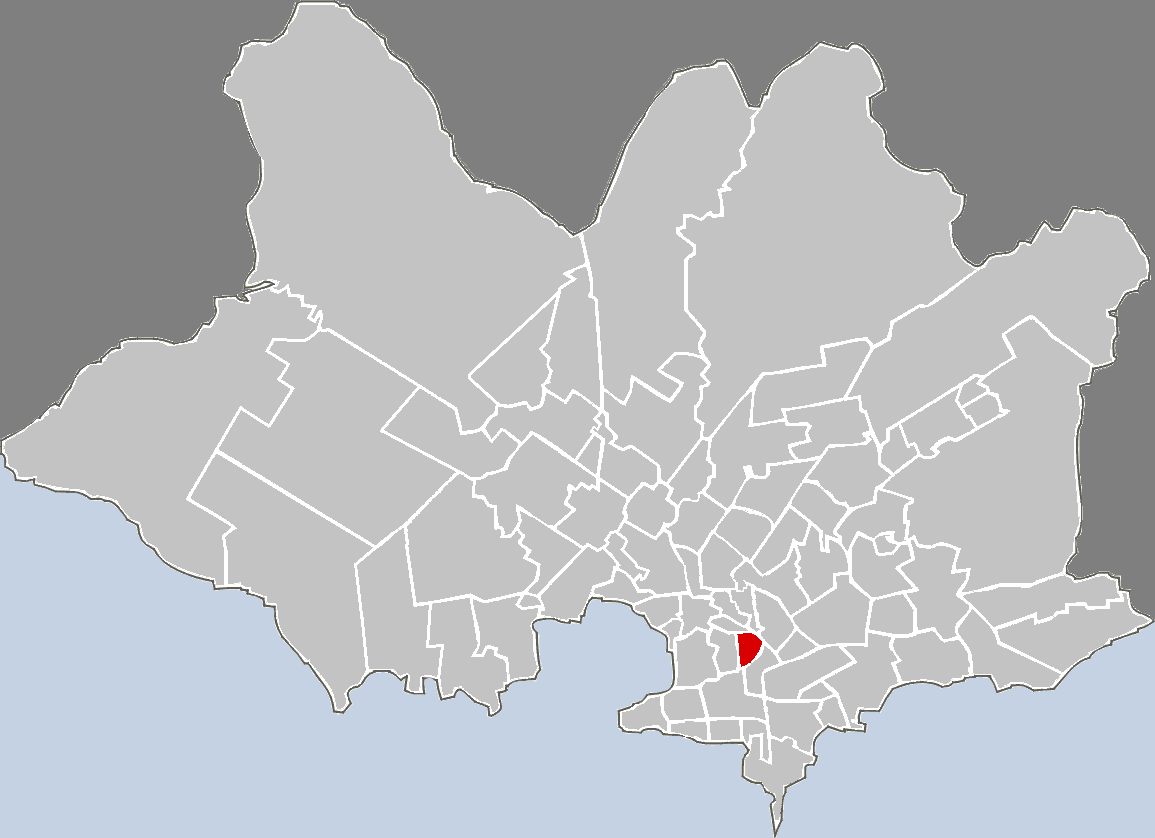
Lage von La Comercial in Montevideo

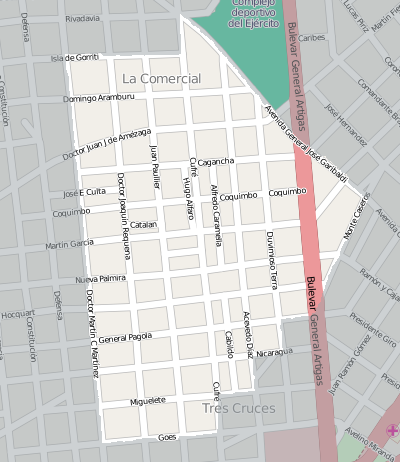
Plan von La Comercial

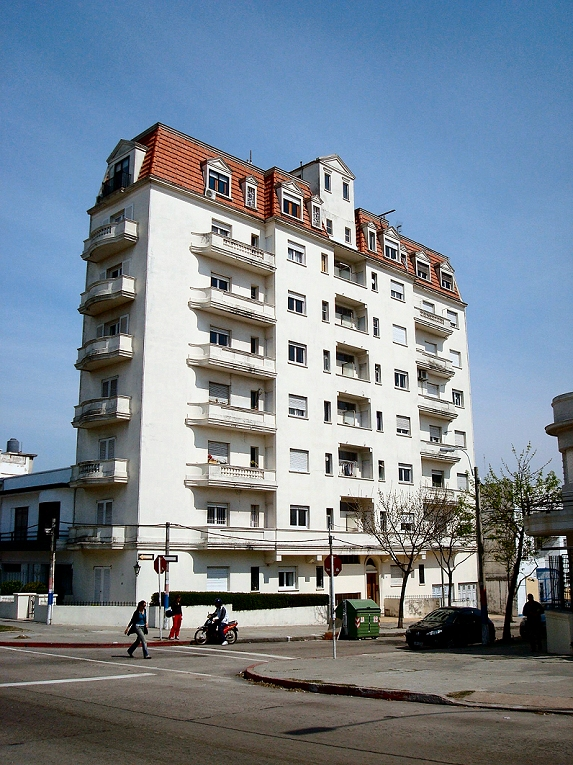
Wohngebäude im Barrio La Comercial

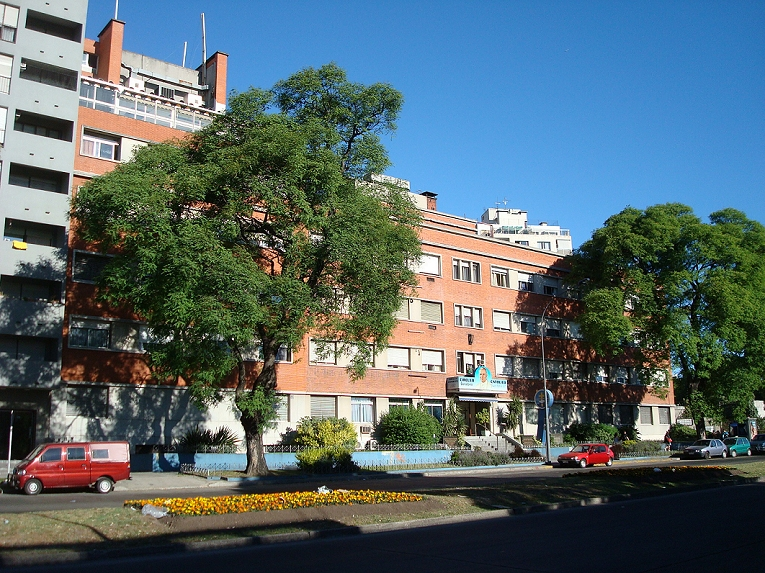
Hospital Círculo Católico

La Comercial, auch Barrio de la Comercial, ist ein Stadtviertel (barrio) der uruguayischen Hauptstadt Montevideo.

## Lage
Es befindet sich nördlich des Stadtkerns im zentralen Süden des Departamentos Montevideo. La Comercial grenzt dabei im Süden bzw. Südosten an die dort gelegenen Viertel Cordón und Tres Cruces. Westlich liegt der Stadtteil Villa Muñoz – Retiro. Im Norden bzw. Nordosten schließen Figurita und Jacinto Vera an, während im Osten Larrañaga das Stadtgebiet fortführt. Das Gebiet von La Comercial ist den Municipios B und C zugeordnet.

## Geschichte
Das Barrio wurde von Florencio Escardó auf den Ländereien von Felipe H. Lacueva gegründet und am 19. März 1871 eingeweiht.

## Sehenswürdigkeiten
Im Viertel befindet sich die auch als Iglesia de San Pancracio bekannte Kirche Iglesia del Inmaculado Corazón.

## Söhne und Töchter des Barrios
- Hugo Blandamuro (* 1948), Schauspieler
- Eduardo D’Angelo (1939–2014), Schauspieler, Komiker und Impressionist
- Omar Defeo (1920–2006), Fernsehmoderator
- Romeo Gavioli (1913–1957), Musiker
- Edú „Pitufo“ Lombardo (* 1966), Musiker, Komponist und Sänger
- Pedro Petrone (1905–1964), Fußballspieler
- Carlos Roldán (1913–1973), Tangosänger und Schauspieler
- Erwin Schrott, (1972-) Opernsänger